# Estación de Tana
Tana (田奈駅 Tana-eki?) es una estación de ferrocarril propiedad de la compañía Tokyu. Forma parte de la línea Den-en-toshi. Se localiza en Yokohama, prefectura de Kanagawa. Su código alfanumérico es DT21.

## La estación
Se trata de una estación elevada con dos andenes laterales que dan servicio a dos vías. 

## Servicios ferroviarios
| procedencia/destino    | < estación | Línea | estación > | destino/procedencia                 |
| ---------------------- | ---------- | ----- | ---------- | ----------------------------------- |
| Nagatsuta・Chuo-Rinkan | Nagatsuta  |       | Aobadai    | Shibuya・Oshiage(Skytree)・Kasukabe |